# 多酚

植物来源的多酚，单宁酸，通过将10当量的苯丙烷衍生的没食子酸酯化为来自初级代谢的单糖（葡萄糖）核心而形成。

苯酚 - 酚盐平衡和共振结构产生苯酚芳香反应性

多酚是一大类天然存在的酚类，结构属于一种多羟基苯，一般指含多个酚羟基（phenolic hydroxyl group）的植物成分，广义上也指合成或半合成的有机化合物，其特征在于存在大量的酚结构单元。多酚类在植物中含量丰富且结构多样，且在一些植物中起到了呈现颜色的作用，如秋天的叶子。
多酚类的酚结构数量和特征构成了该类特定成员独特的物理，化学和生物（代谢、毒性、治疗等）特性。多酚包括类黄酮、单宁酸（右图）和鞣花丹宁（下图），其中一些在历史上被用作染料和鞣制服装。历史上重要的鞣质化学类是多酚的一个子集。
多酚类物质具有很强的抗氧化作用，常見的多酚化合物有：兒茶素、綠原酸、異黃酮、花青素、可可多酚、薑黃素、檸檬黃素、槲皮素
、芸香苷、白藜蘆醇等。绿茶、葡萄及深色的蔬果都是多酚类物质的一个来源。

## 定义

鞣花酸, 是一种多酚.

多酚一词没有明确定义，但普遍认为它们是“具有多酚结构（即芳香环上有多个羟基）”的天然产物，包括四大类：“酚酸、类黄酮、芪类化合物、木脂素”。
- 类黄酮包括黄酮、黄酮醇、黄烷醇、黄烷酮、异黄酮、原花青素和花青素。 食物中含量特别丰富的类黄酮有儿茶素（茶、水果）、橙皮素（英语：Hesperetin）（柑橘类水果）、矢车菊素（红色水果和浆果）、大豆苷元（大豆）、原花青素（苹果、葡萄、可可）和槲皮素（洋葱、茶、苹果） [7]。
- 酚酸包括咖啡酸。
- 木脂素是从亚麻籽和其他谷物中发现的苯丙氨酸中提取的多酚。